# Liste des préfets de l'Hérault
Liste des préfets et sous-préfets de l'Hérault depuis la création du département. Le siège de la préfecture est à Montpellier.
Le préfet de l'Hérault a été le préfet de la région Languedoc-Roussillon entre 1974 et 2016. La préfet de la Haute-Garonne reprend la gestion de la région Occitanie créé en 2016.

## Liste des préfets

### Premier Empire et Première Restauration (1800-1815)
| Période                        | Période         | Identité               | Fonction précédente                                 | Observation |
| ------------------------------ | --------------- | ---------------------- | --------------------------------------------------- | --- |
| 4 germinal an VIII 2 mars 1800 | 13 janvier 1814 | Pierre de Nogaret      | Député à l'Aveyron à la législative, aux Cinq-Cents | Appelé à d'autres fonctions pour raison de santé                                                                                                   |
| 13 janvier                     | 3 avril 1815    | Joseph Victor Aubernon | Auditeur d'ambassade à Varsovie                     | Conservé à la Restauration Démissionne à l'annonce du retour de Napoleon de l'Île d'Elbe Nommé préfet de Tarn-et-Garonne à la Seconde Restauration |

### Cent-Jours (1815)
| Période       | Période         | Identité                          | Fonction précédente                                                                                            | Observation                                                                                     |
| ------------- | --------------- | --------------------------------- | --- | ----------------------------------------------------------------------------------------------- |
| 6 avril 1815  | 6 avril 1815    | Maurice Duval                     | Préfet de la Côte-d'Or                                                                                         | Non installé. Nommé préfet de l'Eure le 14 avril 1815.                                          |
| 14 avril 1815 | 22 avril        | Jean Rolland de Villarceaux       | Préfet du Gard (1811-1815)                                                                                     | Remplacé et convoqué par Carnot Redevient préfet en 1831.                                       |
| 22 avril      | 22 avril        | Philippe de Tournon-Simiane       | Préfet de Rome (1809-1814)                                                                                     | Non acceptant. Nommé préfet de la Gironde à la Restauration                                     |
| 4 mai 1815    | 4 mai 1815      | François Jean-Baptiste d'Alphonse | Préfet du Gard Maître des requêtes au conseil d'État Commissaire extraordinaire dans la 9 e division militaire | Non acceptant. L'empereur lui propose le poste, mais refuse, , préférant vivre dans la retraite |
| 4 juin 1815   | 14 juillet 1815 | Emmanuel Cochon de Lapparent      | Sous-préfet d'Issoudun                                                                                         | Remplacé à la chute des Cent-Jours Nommé préfet du Cher en 1830                                 |

### Seconde Restauration (1815-1830)
| Période         | Période        | Identité                      | Fonction précédente                                       | Observation                                                                       |
| --------------- | -------------- | ----------------------------- | --------------------------------------------------------- | --------------------------------------------------------------------------------- |
| 14 juillet 1815 | 9 octobre 1815 | Amédée Le Pileur de Brévannes | Préfet d'Ille-et-Vilaine pendant la Première Restauration | Démissionnaire. Continue Maître des requêtes au conseil d'État                    |
| 25 octobre 1815 | 25 août 1817   | Jacques de Floirac            | Préfet du Morbihan                                        | Commandant militaire du Morbihan (1816-1817) Devient député de l'Hérault          |
| 6 août 1817     | 14 août 1830   | Auguste Creuzé de Lesser      | Préfet de la Charente                                     | Maître des requêtes au conseil d'État en 1822 Remplacé à la chute de la Monarchie |

### Monarchie de Juillet (1830-1848)
| Période          | Période          | Identité                        | Fonction précédente                       | Observation                                                                        |
| ---------------- | ---------------- | ------------------------------- | ----------------------------------------- | ---------------------------------------------------------------------------------- |
| 14 août 1830     | 22 octobre 1831  | Louis Maurice Fumeron d'Ardeuil | Préfet du Var                             | Nommé préfet de la Somme                                                           |
| 22 octobre 1831  | 25 juin 1832     | Jean Rolland de Villarceaux     | Touche sa pension pendant la Restauration | Préfet pour la seconde fois. Remplacé                                              |
| 25 juin 1832     | 8 avril 1833     | Eugène La Tourrette d'Ambert    | Préfet du Gers                            | Nommé préfet de la Haute-Marne                                                     |
| 8 avril 1833     | 12 novembre 1835 | Achille François Bégé           | Préfet des Pyrénées-Orientales            | Nommé préfet de la Haute-Garonne Nommé une seconde fois en 1838                    |
| 12 novembre 1835 | 20 octobre 1838  | Joseph Floret                   | Préfet du Var                             | Maître des requêtes au conseil d'État (1836-1845) Nommé préfet de la Haute-Garonne |
| 20 octobre 1838  | 23 novembre 1841 | Achille-François Bégé           |                                           | Nommé préfet de la Nièvre sans suite. Démissionne.                                 |
| 23 novembre 1841 | 24 juillet 1847  | Henri Charles Roulleaux Dugage  | Préfet de la Nièvre                       | Nommé préfet de la Loire-Inférieure                                                |
| 1er août 1847    | février 1848     | Jacques Mallac                  | Préfet de la Nièvre                       | Démissionnaire                                                                     |

### Deuxième République (1848-1851)
| Période          | Période          | Identité                                | Fonction précédente                                                                                 | Observation |
| ---------------- | ---------------- | --------------------------------------- | --------------------------------------------------------------------------------------------------- | --- |
| 2 mars 1848      | 3 avril 1848     | Jules Renouvier                         | | En tant que commissaire du gouvernement. Devient représentant de l'Hérault le 23 avril 1848                                            |
| 10 mars 1848     | 21 mars 1848     | Hippolyte Charamaule                    | Député de l'Hérault (1931-1848) Président de la commission préfectorale de l'Hérault (Fevrier 1848) | Devient représentant de l'Hérault |
| 21 mars 1848     | 23 avril 1848    | Jacques Brives                          | Membre de la commission préfectorale de l'Hérault                                                   | En tant que commissaire du gouvernement Procrit et fuit en Belgique en 1852 Conservateur du palais Bourbon pendant la Commune de Paris |
| 31 mai 1848      | 10 décembre 1848 | François Requier                        | Commissaire du gouvernement de la Lozère                                                            | Remplacé |
| 10 décembre 1848 | 26 novembre 1851 | François Pierre André Théophile Balland | Préfet des Pyrénées-Orientales                                                                      | Nommé directeur général au ministère de la police générale chargé de Paris 1e                                                          |

### Second Empire (1851-1870)
| Période          | Période          | Identité                     | Fonction précédente        | Observation                                                     |
| ---------------- | ---------------- | ---------------------------- | -------------------------- | --------------------------------------------------------------- |
| 26 novembre 1851 | 2 juillet 1853   | Alexandre Durand-Saint-Amand | Préfet de la Creuse        | Nommé préfet de Vaucluse et meurt en fonction                   |
| 2 juillet 1853   | 26 novembre 1856 | Jean Costa                   | Préfet de Vaucluse         | Remplacé. Devient conseiller référendaire à la cour des comptes |
| 26 novembre 1856 | 5 janvier 1861   | Denis Gavini de Campile      | Préfet du Lot              | Nommé préfet des Alpes-Maritimes                                |
| 5 janvier 1861   | 12 novembre 1865 | Joseph Pietri                | Préfet du Cher             | Nommé préfet du Nord                                            |
| 12 novembre 1865 | 31 janvier 1870  | Étienne Henri Garnier        | Préfet des Hautes-Pyrénées | Nommé préfet de la Haute-Vienne                                 |
| 31 janvier 1870  | 5 septembre 1870 | Hippolyte Evariste Bergognié | Préfet de la Mayenne       | Remplacé à la chute du Second Empire                            |

### Troisième République (1870-1940)
| Période           | Période           | Identité                        | Fonction précédente                                                                      | Observation                                                                                    |
| ----------------- | ----------------- | ------------------------------- | ---------------------------------------------------------------------------------------- | ---------------------------------------------------------------------------------------------- |
| 5 septembre 1870  | 23 avril 1871     | Eugène Lisbonne                 | Procureur de la République en 1848 Arrêté après le 2 décembre 1851 et déporté en Algérie | Devient conseiller général de Montpellier                                                      |
| 23 avril 1871     | 9 août 1872       | Henri Limbourg                  | Avocat à la cour d'appel de Paris                                                        | Nommé préfet des Bouches-du-Rhône                                                              |
| 9 août 1872       | 15 février 1873   | Jean-Baptiste Dauzon            | Préfet de la Corse                                                                       | Nommé préfet du Vaucluse                                                                       |
| 15 février 1873   | 19 décembre 1873  | Marie Ambroise Pougny           | Préfet du Lot                                                                            | Nommé préfet de la Somme                                                                       |
| 19 décembre 1873  | 13 avril 1876     | Pierre de Vallavieille          | Préfet de l'Isère                                                                        | Nommé préfet de la Savoie                                                                      |
| 13 avril 1876     | 19 mai 1877       | Albert Delmas                   | Préfet de la Vienne                                                                      | Nommé préfet d'Ille-et-Vilaine                                                                 |
| 19 mai 1877       | 18 décembre 1877  | François Vivaux                 | Préfet d'Ille-et-Vilaine                                                                 | Relevé de ses fonctions                                                                        |
| 18 décembre 1877  | 22 février 1878   | Pierre Pradelle                 | Préfet de la Côte-d'Or                                                                   | Nommé préfet de l'Oise                                                                         |
| 22 février 1878   | 25 mars 1879      | Adolphe Loreilhe de Lestaubiere | Préfet de la Creuse                                                                      | Nommé préfet d'Alger                                                                           |
| 25 mars 1879      | 13 novembre 1879  | Émile-Honoré Cazelles           | Préfet de la Creuse                                                                      | Nommé directeur de l'administration pénitentiaire                                              |
| 2 décembre 1879   | 12 janvier 1880   | Paul Bihourd                    | Préfet de l'Aube                                                                         | Nommé préfet du Pas-de-Calais                                                                  |
| 12 janvier 1880   | 28 février 1882   | Louis Fresne                    | Préfet de l'Ain                                                                          | Nommé préfet de la Haute-Vienne                                                                |
| 28 février 1882   | 12 février 1886   | Alexis Antoine Galtié           | Préfet du Tarn                                                                           | Nommé préfet de l'Eure                                                                         |
| 12 février 1886   | 21 octobre 1890   | Jules Léon Pointu-Norès         | Préfet de l'Isère                                                                        | Nommé préfet de l'Eure                                                                         |
| 21 octobre 1890   | 26 juin 1893      | Arthur Christian                | Préfet de la Somme                                                                       | Nommé préfet de la Loire                                                                       |
| 26 juin 1893      | 31 juillet 1894   | Jean Delpech                    | Préfet des Ardennes                                                                      | Nommé préfet de Maine-et-Loire                                                                 |
| 31 juillet 1894   | 31 juillet 1894   | Dominique Beverini-Vico         | Préfet de l'Aude                                                                         | Non acceptant                                                                                  |
| 1er août 1894     | 26 septembre 1899 | Louis Vincent                   | Préfet de l'Allier                                                                       | Nommé préfet du Nord                                                                           |
| 26 septembre 1899 | 22 février 1905   | Jean Arnaud                     | Préfet du Finistère                                                                      | Nommé préfet de la Manche                                                                      |
| 22 février 1905   | 30 novembre 1906  | Pierre Marraud                  | Préfet de la Manche                                                                      | Nommé préfet de la Loire-Inférieure                                                            |
| 8 décembre 1906   | 4 février 1908    | Edouard Briens                  | Préfet de l'Allier                                                                       | Nommé préfet de la Côte-d'Or                                                                   |
| 4 février 1908    | 5 novembre 1908   | Jean-Baptiste Phelut            | Préfet de la Côte-d'Or                                                                   | Nommé préfet de Constantine                                                                    |
| 5 novembre 1908   | 3 mai 1913        | Marie François Calmes           | Préfet de la Corrèze                                                                     | Nommé directeur du Journal Officiel de la République Française                                 |
| 3 mai 1913        | 11 février 1914   | François Ramonet                | Préfet de Saône-et-Loire                                                                 | Meurt en fonction                                                                              |
| 28 février 1914   | 13 août 1918      | Pierre Charles Causel           | Préfet de la Vienne                                                                      | Nommé préfet de la Loire-Inférieure                                                            |
| 13 août 1918      | 15 janvier 1920   | Pierre Linares                  | Préfet des Vosges                                                                        | Nommé préfet de l'Oise                                                                         |
| 15 janvier 1920   | 12 octobre 1922   | Henri Lacombe                   | Préfet d'Ille-et-Vilaine                                                                 | Détaché en qualité de directeur des services financiers au ministère de l'instruction publique |
| 12 octobre 1922   | 9 février 1929    | Jean Ducaud                     | Préfet d'Indre-et-Loire                                                                  | Retraite et préfet honoraire                                                                   |
| 9 février 1929    | 8 août 1931       | Jean Lambry                     | Préfet d'Oran                                                                            | À la disposition du ministre de l'Intérieur                                                    |
| 8 août 1931       | 14 octobre 1933   | Gabriel Rochard                 | Préfet de la Loire                                                                       | Nommé préfet du Pas-de-Calais                                                                  |
| 14 octobre 1933   | 26 décembre 1935  | Louis Viguie                    | Directeur du personnel et de l'administration générale                                   | Nommé préfet de Seine-et-Oise                                                                  |
| 26 décembre 1935  | 26 décembre 1935  | Jean Fourcade                   | Préfet de la Haute-Garonne                                                               | Non installé. Devient trésorier-payeur-général de Saône-et-Loire                               |
| 26 décembre 1935  | 22 mai 1937       | Pierre Cassagneau               | Préfet du Tarn                                                                           | Devient receveur percepteur du 10e arrondissement de Paris                                     |
| 22 mai 1937       | 27 juin 1940      | Antoine Monis                   | Trésorier-payeur général du Cantal                                                       | Retraite et préfet honoraire                                                                   |

### Régime de Vichy (1940-1944)
| Période           | Période           | Identité                 | Fonction précédente                                                        | Observation                                                                                      |
| ----------------- | ----------------- | ------------------------ | -------------------------------------------------------------------------- | ------------------------------------------------------------------------------------------------ |
| 27 juin 1940      | 6 août 1940       | Paul Brun                | Directeur de l'administration départementale et communale                  | Préfet à titre temporaire Nommé préfet de Saône-et-Loire                                         |
| 6 août 1940       | 12 septembre 1942 | Pierre Olivier de Sardan | Directeur de cabinet de Pierre Laval, Vice-président du Conseil sous Vichy | Relevé de ses fonctions sur intervention de l'ambassade d'Allemagne. Suspendu et révoqué en 1944 |
| 12 septembre 1942 | 4 février 1944    | Alfred Hontebeyrie       | Préfet de Saône-et-Loire                                                   | En tant que préfet de la région de Montpellier Déporté en Allemagne.                             |
| 11 juillet 1944   | 17 novembre 1944  | Jacques Michel           | Maire d'Yssingeaux (1929-1944)                                             | En tant que préfet de la région de Montpellier Suspendu de ses fonctions                         |

### Quatrième République (1946-1958)
| Période          | Période          | Identité         | Fonction précédente                                     | Observation                         |
| ---------------- | ---------------- | ---------------- | ------------------------------------------------------- | ----------------------------------- |
| 23 décembre 1947 | 7 juillet 1949   | Alderic Lecomte  | Détaché à la disposition du ministre de l'intérieur     |                                     |
| 7 juillet 1949   | 20 mars 1951     | Louis Feyfant    | Préfet de Maine-et-Loire délégué dans les fonctions     | Retraite et préfet honoraire        |
| 20 mars 1951     | 17 décembre 1955 | Serge Baret      | Préfet de la Dordogne                                   | Nommé préfet de la Loire-Atlantique |
| 17 décembre 1955 | 4 août 1958      | Raymond Vivant   | Préfet du Cher                                          | Nommé préfet de Maine-et-Loire      |
| 4 août 1958      | 22 octobre 1959  | Pierre Chaussade | Secrétaire général du gouvernement général de l'Algérie | Nommé préfet de la Seine-Maritime   |

### Cinquième République (1958-aujourd'hui)
| Période          | Période          | Identité                      | Fonction précédente                                                                             | Observation                                                                                       |
| ---------------- | ---------------- | ----------------------------- | ----------------------------------------------------------------------------------------------- | ------------------------------------------------------------------------------------------------- |
| 22 octobre 1959  | 30 décembre 1961 | Yves Perony                   | Préfet du Puy-de-Dôme                                                                           | A la disposition du Secrétaire d'état aux rapatriés                                               |
| 30 décembre 1961 | 14 mars          | Robert Pissère                |                                                                                                 | En tant que coordonnateur de la région de Languedoc Détaché par le ministre des Finances          |
| 14 mars          | 12 juillet       | Jacques Pélissier             | Préfet de l'Aude                                                                                | Nommé préfet de la région Bretagne et d'Ille-et-Vilaine                                           |
| 12 juillet       | 19 janvier 1968  | Pierre Dupuch                 | Préfet de la région Centre et du Loiret                                                         | Nommé préfet de la région Lorraine et de la Moselle                                               |
| 6 décembre 1967  | 6 décembre 1967  | Jacques Boissier              | Préfet de l'Eure                                                                                | Meurt d'un accident de la route avant son installation, le 30 décembre                            |
| 19 janvier 1968  | 3 août 1968      | Michel Grollemund             |                                                                                                 | Nommé directeur adjoint du cabinet du Premier ministre Maurice Couve de Murville                  |
| 3 août           | 31 décembre 1971 | Bernard Vaugon                | Préfet de la région Franche-Comté et du Doubs                                                   | Retraite et préfet honoraire                                                                      |
| 31 décembre 1971 | 11 décembre 1973 | Jean Taulelle                 | Préfet de Saône-et-Loire                                                                        | Nommé préfet de la région Haute-Normandie et de la Seine-Maritime                                 |
| 11 décembre 1973 | 15 avril 1977    | Marcel Blanc                  | Chargé de mission au cabinet du Ministre de l'Intérieur Raymond Marcellin                       | Directeur général des collectivités locales                                                       |
| 20 mai 1977      | 19 juin 1980     | Maurice Lambert               | Préfet de la région Limousin et de la Haute-Vienne                                              | Nommé directeur général de la police nationale                                                    |
| 19 juin          | 1er août 1981    | Jacques Solier                | Préfet de Seine-et-Marne                                                                        | Congé spécial sur sa demande. Retraite.                                                           |
| 1er août 1981    | 8 mars 1985      | Julien Vincent                | Préfet de la région Champagne-Ardenne et de la Marne                                            | Retraite                                                                                          |
| 8 mars 1985      | 23 octobre       | Jean-Marie Coussirou          | Directeur de cabinet du ministre de l'intérieur Pierre Joxe (1984-1985)                         | Nommé préfet de la région Poitou-Charentes et de la Vienne                                        |
| 23 octobre       | 2 mai 1990       | Yves Bentegeac                | Préfet de la région Centre et du Loiret                                                         | Nommé préfet hors cadre                                                                           |
| 18 juin 1990     | 14 octobre 1993  | Bernard Gérard                |                                                                                                 |                                                                                                   |
| 14 octobre 1993  | 4 octobre 1995   | Charles-Noël Hardy            | Préfet des Hauts-de-Seine                                                                       | Nommé préfet de la région Pays de la Loire et de la Loire-Atlantique                              |
| 18 octobre 1995  | 9 février 1998   | Bernard Monginet              | Préfet des Hauts-de-Seine                                                                       | Nommé préfet hors cadre                                                                           |
| 9 février 1998   | 31 juillet 2002  | Daniel Constantin             | Préfet de Franche-Comté et du Doubs                                                             | Nommé haut-commissaire de la République en Nouvelle-Calédonie                                     |
| 4 juillet 2002   | 30 juin 2005     | Francis Idrac                 | Préfet de la région Basse-Normandie et du Calvados                                              | Nommé préfet de la région Aquitaine et de la Gironde                                              |
| 30 juin 2005     | 20 juin 2007     | Michel Thénault               | Préfet de la région Alsace et du Bas-Rhin                                                       | Nommé préfet de la région Haute-Normandie et de Seine-Maritime                                    |
| 21 juin 2007     | 11 décembre 2008 | Cyrille Schott                | Préfet de la région Basse-Normandie et du Calvados                                              | Nommé préfet hors cadre                                                                           |
| 11 décembre 2008 | 31 mai 2012      | Claude Baland                 | Préfet de la Seine-Saint-Denis                                                                  | Nommé directeur général de la Police nationale                                                    |
| 5 juillet 2012   | 19 décembre 2012 | Thierry Lataste               | Directeur général des services de la région Rhône-Alpes                                         | Nommé directeur du cabinet du Premier Ministre Manuel Valls                                       |
| 19 décembre 2012 | 1er janvier 2016 | Pierre de Bousquet de Florian | Préfet de la région Haute-Normandie et de la Seine-Maritime                                     | Nommé conseiller du Gouvernement                                                                  |
| 1er janvier 2016 | 26 août 2019     | Pierre Pouëssel               | Préfet en service détaché                                                                       | Le préfet de l'Hérault n'est plus préfet de la région Languedoc-Roussillon Nommé préfet du Loiret |
| 26 août 2019     | 19 juillet 2021  | Jacques Witkowski             | Directeur général de la sécurité civile et de la gestion des crises au ministère de l'Intérieur | Nommé préfet de la Seine-Saint-Denis                                                              |
| 19 juillet 2021  | 9 octobre 2023   | Hugues Moutouh                | Préfet de la Drôme                                                                              | Nommé préfet des Alpes-Maritimes                                                                  |
| -                | —                | Francois-Xavier Lauch         | Préfet du Tarn                                                                                  |                                                                                                   |

## Sous-préfets

### Béziers
- Michel Cadot, jusqu'au 6 juillet 1995
- Francis Spitzer, du 1er août 1995 au 16 avril 1998, nommé ensuite préfet adjoint pour la sécurité auprès des préfets de la Corse-du-Sud et de la Haute-Corse
- Jacques Delpey, du 11 mai 1998 au 5 septembre 2002, nommé ensuite sous-préfet d'Istres
- Alain Koegler, du 5 septembre 2002 au 11 juin 2004, nommé ensuite préfet hors cadre, chargé d'une mission de service public relevant du Gouvernement
- Bernard Huchet, du 12 juillet 2004 au 29 octobre 2009
- Philippe Chopin, du 29 octobre 2009 au 16 novembre 2011, nommé ensuite préfet délégué auprès du représentant de l'État dans les collectivités de Saint-Barthélemy et de Saint-Martin
- Nicolas de Maistre, nommé le 8 décembre 2011

### Lodève
- Émile BLONDEAU, de 1942 à 1944.
- LAFAY Bernard, du 16 août 1944 au 9 octobre 1949.
- Jean TERADE, du 10 octobre 1949 au 20 février 1957.
- Jean VASSALO, du 21 février 1957 au 31 octobre 1958.
- Henri COLOMBIER, du 1er novembre 1958 au 30 octobre 1960.
- Henri Vidal, du 31 octobre 1960 au 20 janvier 1966.
- Jean GUERIN, du 21 janvier 1966 au 14 octobre 1974.
- Gabriel LARDEUR, du 15 octobre 1974 au 1er janvier 1977.
- Georges LEFEVRE, du 11 février 1977 au 15 septembre 1979.
- Vincent GRIMA du 1er novembre 1979 au 15 juin 1983.
- Jean-Pierre MAURICE, du 1er août 1983 au 7 décembre 1986.
- Robert MICHELIN, du 8 décembre 1986 au 3 février 1989.
- Alain MARC du 1er mai 1989 au 7 novembre 1991.
- Georges BIONDI, du 8 novembre 1991 au 30 octobre 1993.
- Marcel MATTEACCI, du 16 décembre 1993 au 1er août 1996.
- Antoine PICHON, du 5 août 1996 au 31 août 1998.
- Martine OBENICHE, 1ère femme sous-préfète de Lodève, du 1er octobre 1998 au 31 septembre 2000.
- Jean-Pierre GILLERY, du 8 janvier 2001 au 31 juillet 2004.
- Cécile Avezard, du 1er août 2004 au 30 juin 2006.
- Christian Rocardo, du 1er août 2006 au 11 août 2013.
- Barbara Wetzel, du 12 août 2013 au 15 octobre 2014.
- Magali CAUMON, du 22 janvier 2015 au 8 juin 2018.
- Jérôme MILLET, du 11 juin 2018 au 13 décembre 2019.
- Jean-François MONIOTTE, du 16 décembre 2019 au 21 juillet 2021.
- Éric SUZANNE, du 27 septembre 2021 à ce jour.